# FK Železiarne Podbrezová
FO ŽP Šport Podbrezová é um clube de futebol da Eslováquia que fica em Podbrezová que disputa a primeira divisão do campeonato nacional, foi fundado em 1920. O clube manda seus jogos na ZELPO Aréna com capacidade para 4.061 pessoas.

## Ligações Externas
- Website oficial

 Eslováquia